# Слетіоара (Вилча)
Слетіоара (рум. Slătioara) — село у повіті Вилча в Румунії. Входить до складу комуни Слетіоара.
Село розташоване на відстані 188 км на північний захід від Бухареста, 36 км на захід від Римніку-Вилчі, 89 км на північ від Крайови, 145 км на південний захід від Брашова.

## Населення
За даними перепису населення 2002 року у селі проживали 1042 особи, з них 1041 особа (99,9%) румунів. Рідною мовою 1040 осіб (99,8%) назвали румунську.